# Hiroshima Nagasaki August, 1945
Hiroshima Nagasaki August, 1945 is een Amerikaanse  documentaire uit 1970, geschreven door Geof Bartz en Paul Ronder, die de impact van kernbombardementen laat zien.
In 1945 voerden de Verenigde Staten in Japan twee aanvallen met een kernbom uit. Op 6 augustus werd de bom "Little Boy" boven de Japanse havenstad Hiroshima tot ontploffing gebracht. Drie dagen later werd een tweede bombardement uitgevoerd, nu met de bom "Fat Man" boven de stad Nagasaki. 
In Hiroshima stierven 150.000 mensen en in Nagasaki 80.000 mensen als gevolg van deze bombardementen. Tevens werd in de steden een enorme ravage aangericht. Ondanks de slechte historische beeldkwaliteit, te wijten aan de oude beelden en de omstandigheden waaronder de beelden werden opgenomen, verschaft de documentaire inzicht in de gevolgen van deze bombardementen. 
Door deze gebeurtenissen in een documentaire vast te leggen wordt de enorme impact van kernwapens getoond.